# تله‌موش (نمایشنامه)
تله موش (به انگلیسی: The Mousetrap) موفّق‌ترین نمایشنامه آگاتا کریستی نویسندۀ انگلیسی داستان‌های جنایی است. این نمایشنامه از زمانی که برای اوّلین بار در سال ۱۹۵۲ در لندن به روی صحنه تئاتر امباسادورز رفت همواره و بدون وقفه در تئاتر وست اند لندن بر روی صحنه بوده‌است. در تاریخ هنرهای نمایشی طولانی‌ترین زمان بر روی صحنه بودن متعلق به این نمایشنامه‌است که به یکی  از جاذبه‌های توریستی لندن تبدیل گردیده‌است و گردشگرانی که از این شهر بازدید می‌کنند سعی می‌کنند تا آنجا که مقدور است تماشای آن را از دست ندهند. تله‌موش با رسیدن به رکورد ۲۷۵۰۰ مرتبه اجرا، توانسته رکورد طولانی‌ترین مدت‌زمان اجرای هنرهای نمایشی در جهان را به نام خود ثبت نماید.
تله موش را آگاتا کریستی در ابتدا به صورت یک نمایشنامه ۲۰ دقیقه‌ای بنام سه موش کور برای رادیو نوشت ولی بعداً وقتی نسخه جدیدی از آن را با همان پیرنگ برای بردن به روی صحنه تئاتر آماده می‌کرد، هم‌زمان یک داستان کوتاه نیز از روی آن نوشت. کریستی امید فراوانی به موفقیت اجرای تئاتری تله موش داشت و به همین دلیل و بخاطر اینکه ماجراهای آخر نمایش لو نرود از انتشار داستان کوتاه آن در بریتانیا ممانعت بعمل می‌آورد.

## طرح داستان
نمایشنامه‌ی تله‌موش در سال ۱۹۵۲ برای نخستین بار به روی صحنه رفت. تله موش نمایشنامه‌ای است دو پرده‌ای که ماجراهای آن در یک مهمانخانه و در یک روز برفی زمستان اتفاق می‌افتند. ساختمان این مهمانخانه که قبلاً یک عمارت بزرگ اربابی بوده‌است که اخیراً زوج جوانی به نام مالی (Mollie) و گیلز رالستون (Giles Ralston) آن را خریده و به مهمانخانه تبدیل کرده‌اند. خود این زوج مدیریت این مهمانخانه را به عهده دارند.
در آغاز نمایش، مالی و گیلز مشغول آماده‌سازی مهمانخانه برای ورود اولین میهمانان و تدارک وسائل پذیرایی از آنان هستند. از آنجا که این زوج تجربه‌ای در اداره یک مهمانخانه ندارند و آشپزی مالی هم زیاد خوب نیست، هر دو اندکی عصبی و دستپاچه هستند. آن‌ها علاوه بر این نگران بارش برف و امکان بند آمدن راه‌ها نیز هستند.
قبل از اینکه اولین میهمانان وارد شوند، در اخبار رادیو شنیده می‌شود که یک زن بنام مارین لیون در شماره ۲۴ خیابان کالور Culver واقع در پدینگتون Paddington (لندن) به قتل رسیده‌است و پلیس در این رابطه علاقه‌مند است با مردی که پالتویی تیره رنگ بتن، شال گردنی روشن به دور گردن و کلاهی شاپو به‌سر دارد در رابطه قرار بگیرد و سؤالاتی را با او در میان بگذارد. در همین لحظهٔ نمایش تماشاگران گیلز را می‌بینند که وارد خانه می‌شود و لباس‌هایی بتن دارد که دقیقاً مطابق لباس‌هایی است که همین چند لحظه قبل در اخبار رادیو شرح داده شد.
میهمانان یکی بعد از دیگری وارد می‌شوند. کریستفر ورن Christopher Wren جوانی است با ظاهر مسخره که ادعا می‌کند مهندس معمار است. او نسبت به مبلمان و دکوراسیون مهمانخانه علاقه فراوانی ابراز می‌دارد و به‌نظر می‌رسد که از مالی هم خیلی خوشش می‌آید. او حتی داوطلب می‌شود که اگر مالی اجازه بدهد در کارهای آشپزخانه به او کمک نماید. گیلز زیاد از این جوان، که به عقیده او کمی سبک‌مغز است، خوشش نمی‌آید.

میهمان بعدی که وارد می‌شوند خانم بویل Mrs Boyle و سرگرد متکالف Major metcalf  هستند. این دو مشترکاً با یک اتومبیل وارد می‌شوند چرا که در آن هوای بد موفق به یافتن وسیله نقلیه دیگری نشده‌اند. خانم بویل، که شباهت به خانم مدیرها دارد، پرتوقع و سخت گیر است. او به محض ورود شروع می‌کند از مهمانخانه و صاحبانش ایراد گرفتن. سرگرد متکالف که خود را یک سرباز بازنشسته معرفی می‌کند مردی مؤدب و بردبار به‌نظر می‌رسد.
آخرین میهمانی که وارد می‌شود زن جوانی است بنام خانم کیس ول Miss Casewell که ظاهر و رفتاری مردانه دارد. لباس‌های که او بتن دارد نیز شبیه همان لباس‌هایی است که بنا به گفته پلیس مظنون به قتل بتن داشته‌است. این خانم از ایام جوانی در یک کشور خارجی، که نمی‌خواهد نام آن را ببرد، زندگی کرده‌است. او به هنگام گفتگو با ورن به تجربیات نابهنجار دوران کودکی اش اشاره می‌کند و می‌گوید چقدر برایش سخت است که خاطرات بد آن دوران را از خاطر بزداید. ورن، که به‌نظر می‌رسد تحت تأثیر حرف‌های او قرار گرفته باشد، می‌گوید که خود او نیز خاطرات ناخوشایندی از گذشته دارد.
کمی بعد دو نفر دیگر وارد مهمانخانه می‌شوند. اول یک مسافر که اتومبیلش در همان نزدیکی‌ها در برف گیر کرده‌است و سپس کارآگاه تراتر Trotter که تمام راه را با اسکی آمده‌است تا به میهمانان و صاحبان مهمانخانه اطلاع دهد که به‌نظر او قاتل فراری قصد دارد خود را به مهمانخانه برساند. بعداً وقتی یکی از میهمانان، خانم بویل، به قتل می‌رسد همگی مطمئن می‌شوند که قاتل در میان آنهاست. در ابتدا ساکنین مهمانخانه به  ورن که جوانی دم دمی مزاج است و رفتاری غیرقابل پیش‌بینی دارد مظنون می‌شوند؛ ولی اندک اندک احساس می‌کنند که قاتل فراری بالقوه می‌تواند هریک از میهمانان، یا حتی یکی از صاحبان مهمانخانه نیز باشد.
در پایان، کارآگاه تراتر با نقشه‌ای برای به تله انداختن قاتل فراری همه را در سالن غذاخوری مهمانخانه جمع می‌کند…